# Hollywood Undead
Hollywood Undead é uma banda de rock norte americana de Los Angeles, Califórnia. A banda já vendeu mais de 2 milhões de discos nos Estados Unidos, e cerca de 3 milhões de discos em todo o mundo.
Eles lançaram seu álbum de estreia, Swan Songs e seu CD/DVD ao vivo, Desperate Measures, em 10 de novembro de 2009. O segundo álbum de estúdio, American Tragedy, foi lançado 5 de abril de 2011. O terceiro álbum de estúdio, Notes From The Underground, foi lançado em 8 de janeiro de 2013. O quarto álbum de estúdio, Day Of The Dead, foi lançado em 31 de março de 2015.
Todos os membros da banda usam pseudônimos e cada um deles tem uma máscara original, a maioria delas são baseados no design comum de goleiro de hóquei.
Os membros da banda atualmente consistem em Charlie Scene, Danny, Funny Man, J-Dog, e Johnny 3 Tears.

## História
A banda foi formada em 2005 com uma música intitulada "The Kids" que Deuce e J-Dog postaram no site de relacionamentos MySpace que lhes renderam boas críticas, nas quais decidiram criar o grupo Hollywood Undead junto com seus amigos Johnny 3 Tears, Charlie Scene, Funny Man, Da Kurlzz e Shady Jeff. Shady Jeff saiu um pouco depois, deixando a banda com apenas 6 membros. Nas primeiras nove semanas no MySpace, tiveram suas músicas tocadas cerca de 1 milhão de vezes e, em 2006 suas músicas foram tocadas mais de 8 milhões de vezes, se tornando um dos maiores grupos independentes no MySpace. Até novembro de 2008 a banda tinha cerca de 440.000 amigos no site. Atualmente tem cerca de 800.000 amigos conectados.
A banda se apresenta com máscaras para dar um ar de mistério. Isso tem origem da sua página no MySpace na qual eles tinham fotos com mascaras de hóquei. Eles fizeram seu primeiro show ao vivo em agosto de 2008 no Virgim Mobile Festival depois de ganhar 285.000 votos, mais da metade do total de um concurso de bandas, contra outros 4 grupos.
A música mais popular da banda se chama "Undead", sendo tocada oficialmente nos jogos Madden NFL 09 e UFC 2009 Undisputed. Foi lançada como single em 19 de agosto de 2008 sendo assim o segundo single do álbum Swan Songs. A música "Young" também está disponível para download no jogo Rock Band 2.
Depois de assinar seu primeiro contrato com a gravadora A&M/Octone Records (UMG) em 2005, eles gastaram cerca de 3 anos trabalhando em seu álbum de estreia. O primeiro álbum da banda, chamado Swan Songs foi lançado dia 2 de setembro de 2008. O álbum alcançou o 22° lugar no Billboard na sua primeira semana, vendendo cerca de 21.000 cópias. Atualmente estão em contrato com a gravadora A&M/Interscope Records (UMG).
No dia 10 de novembro a banda lançou um novo CD/DVD denominado Desperate Measures, que trás um CD com 12 músicas. Sendo 3 originais: "Dove And Granade", "El Urgencia" e "Tear It Up", com mais 3 Covers: "Immigrant Song" (Led Zeppelin), "Shout At The Devil" (Motley Crue) e "Bad Town" (Operation IVY) e ainda 6 músicas ao vivo: "Undead", "Everywhere I Go", "No. 5", "Sell Your Soul", "Black Dahlia" e "California". No pacote ainda vem o DVD com 60 minutos ao vivo de Hollywood Undead.

## Saída de Deuce e Entrada de Danny
Para mais informações sobre o artista solo, siga o link Deuce
No início de 2010, a banda anunciou que o cantor Deuce havia deixado a banda devido as diferenças musicais e conflitos. A partida de Deuce foram notados quando ele não participou da turnê Locos Vatos . Depois de semanas em turnê, a banda pediu para um amigo de longa data, Danny, para o preenchimento da função de Deuce.
Há tempo que Danny havia acabado de avançar para as audições da 9º temporada de American Idol. Danny decidiu abandonar a competição para fazer parte da banda. Danny era o vocalista da banda, Lorene Drive, que está atualmente em hiato devido a seu envolvimento com Hollywood Undead. Em meados de janeiro, a banda anunciou que Danny passaria a ser um membro oficial.
Deuce, mais tarde, lançou uma canção intitulada "Story Of A Snitch" contra o antigo grupo, alegando que ele foi expulso. A banda a princípio declarou que eles "não querem se rebaixar ao seu nível" e optaram por simplesmente ignorar. Porem um pouco depois a banda lançou "Lights Out" em resposta a música que Deuce fez.

## Estilo Musical e Funções Vocais

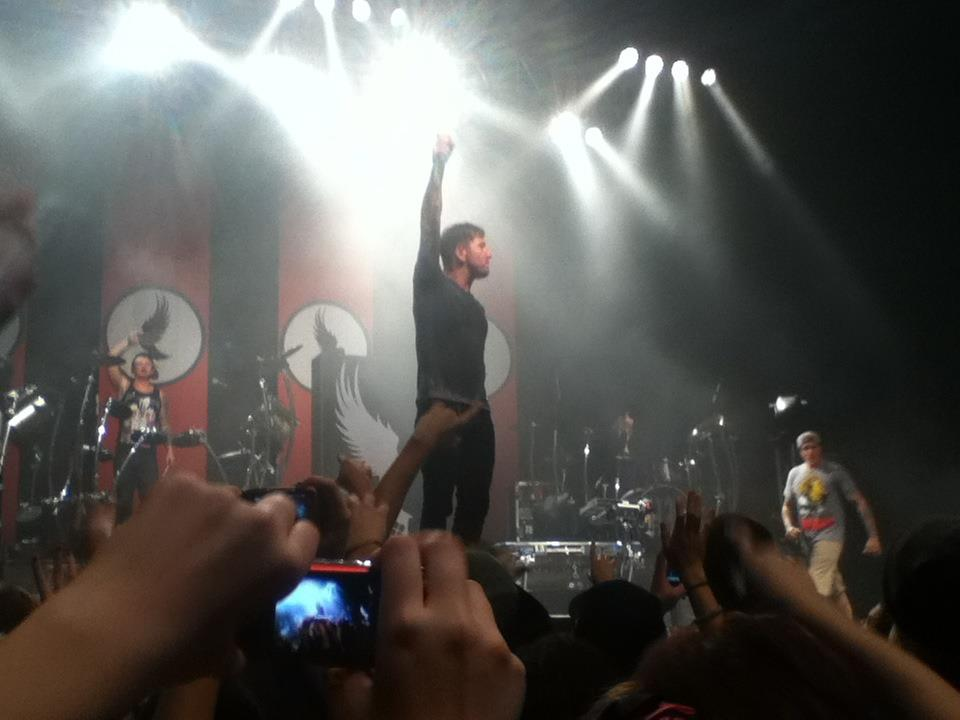
Danny Murillo

As músicas do Hollywood Undead apresenta uma grande variedade de estilos musicais, geralmente misturando hip-hop com rock alternativo e influência de danças. No entanto, muitos identificam como rap rock.
Metade das canções em Swan Songs se mostra um estilo mais baseado em músicas com tema de festa, tal como "Everywhere I Go" e "No. 5", enquanto a outra metade mostrar uma abordagem mais séria, como "Young" e "Paradise Lost". Muitos críticos têm afirmado estar confusos devido à representação constante do registro de sons diferentes.
A banda experimentou outros gêneros em seu segundo álbum American Tragedy e acrescentou muitos mais estilos musicais do que o mostrado em seu primeiro álbum. American Tragedy continua com o estilo original da banda, no entanto, o álbum tem menos estilo baseado em festas, pelo contrário, segue uma abordagem mais séria. Do total de 19 faixas, existem apenas 3 músicas que são baseadas em festas, enquanto Swan Songs teve 6 de suas 14 faixas. "Há mais rock, som mais pesado e mais dor nas canções", declarou Johnny 3 Tears em uma entrevista sobre o álbum. A banda fez fortes experimentos no álbum, adicionando elementos mais tradicionais e experimentais com alguns instrumentos que eles não usam muito em seus esforços anteriores, como sintetizadores ou guitarras acústicas.
A banda é conhecida por sua interação vocal nas músicas, geralmente com 2, 3, e até 4 vocais em uma única música, enquanto um membro canta os refrões. No entanto, algumas faixas são deixados para um único vocal, como Johnny 3 Tears in "Pour Me", ou Charlie Scene em "Everywhere I Go". E duas canções, "Christmas In Hollywood" e "Dove And Grenade" apresentam todos os seis membros.
Charlie Scene é conhecido por tomar parte nas canções baseadas em festas como "Everywhere I Go" ou "Comin' In Hot", enquanto também tem papéis em alguns das mais graves canções como "City" e "Levitate". Johnny 3 Tears geralmente participa nas canções mais sérias e mais pesadas, como "Young" ou "S.C.A.V.A". Funny Man participa principalmente das músicas baseadas em festas como "Comin' In Hot" e "No.5", geralmente em parceria com Charlie Scene. J-Dog é conhecido por seus papéis em canções mais aceleradas, como "Tendencies" e "Sell Your Soul" e também leva papéis em músicas mais pesadas, semelhante a Johnny 3 Tears. Embora Da Kurlzz não participe no muito cantando, ele normalmente oferece um back-vocal em músicas como "Been To Hell". Danny (e anteriormente Deuce) fornece vocais voltado aos refrões de todas as músicas. No entanto, em algumas canções, como "Bullet", Charlie Scene canta o coro com Danny fazendo backup.

## Apresentação no Brasil
Em 7 de Setembro de 2016, o Hollywood Undead fez a sua primeira apresentação no país no Maximus Festival, ocorrido no Autódromo de Interlagos ao lado de bandas como Rammstein, Marilyn Manson, Bullet For My Valentine, Disturbed, Shinedown, Black Stone Cherry e outros.

## Membros

### Membros atuais
- Jorel "J-Dog" Decker – vocal, teclado, guitarra rítmica, baixo, masterização de áudio (2005–atualmente)
- George "Johnny 3 Tears" Ragan – vocal (2005–atualmente) baixo (2013–atualmente)
- Dylan "Funny Man" Alvarez – vocal (2005–atualmente)
- Jordon "Charlie Scene" Terrell – vocal, guitarra (2005–atualmente)
  - Também lidera seu projeto paralelo, Han Cholo.
- Daniel "Danny" Murillo – vocal (2009–atualmente) teclado (2011–atualmente) guitarra rítmica, baixo (2013–atualmente)

### Membros de turne atuais
- Matt Oloffson – bateria, percussão (2017–atualmente)

### Ex-Membros
- Jeffrey "Shady Jeff" Phillips – vocal (2005–2007)
- Aron "Deuce" Erlichman – vocal (2005–2010)
- Matthew "Da Kurlzz" Busek – vocal, percussão (2005–2017)

### Ex-Membros de turnê
- Glendon "Biscuitz" Crain – bateria, percussão (2008–2010)
- Daren Pfeifer – bateria, percussão (2010–2014)
- Tyler Mahurin – bateria, percussão (2014–atualmente)

## Discografia

### Álbuns de estúdio
- Swan Songs (2008)
- American Tragedy (2011)[2]
- Notes from the Underground (2013)[3]
- Day of the Dead (2015)[4]
- Five (2017)
- New Empire, Vol. 1 (2020)

### Álbuns ao vivo
- Desperate Measures (2009)

### Albúns remix
- American Tragedy Redux (2011)

### Extended play
- Hollywood Undead (2007)
- Swan Songs B-Sides (2009)
- Swan Songs Rarities (2010)
- Black Dahlia Remixes (2010)
- Psalms (2018)